# Theragatha
El Theragatha (Versos de los Monjes Ancianos) es un texto budista, una colección de poemas cortos en pali atribuidos a miembros de la primera sangha budista. Está clasificado como parte del Khuddaka Nikaya, la colección de libros menores del Sutta Pitaka. Un texto similar, el Therigatha, contiene versos atribuidos a las primeras monjas budistas.

## Etimología
Theragatha es una palabra en pali, construida a partir de las palabras thera (anciano, masculino) y gāthā (verso).

## Resumen
El Theragatha consta de 264 poemas, organizados en 21 capítulos. Los capítulos se basan en el número de versos en el poema, pero más allá del capítulo 16, los encabezados de los capítulos son solo una guía aproximada. Se dan varias cifras para el número total de versos en la colección: la tradición oral menciona 1360, se mencionan 1294 en resúmenes dentro del texto, pero un recuento simple de los versos da un número de 1279. Esto puede deberse a que diferentes versiones del Theragatha se combinaron para producir la versión actual del texto.
Aunque la mayoría de los versos son pronunciados por el monje al que se le atribuyen, algunos parecen haberse asociado con ellos de otras maneras; algunos versos están dirigidos al monje por el que el poema es nombrado, y una colección de versos asociados con Ananda contiene una mezcla de versos recitados por o hacia Ananda en varias ocasiones. Varios versos en el Theragatha aparecen en otras partes del canon, atribuidos a los mismos monjes.
La mayoría de los monjes en el Theragatha vivieron durante la época del Buda, pero la colección parece haber seguido creciendo hasta al menos el Tercer Concilio Budista. La omisión de versos similares que se incluyeron en el Milindapanha sugiere que, aunque los capítulos continuaron agregándose al Theragatha durante un período de unos 300 años, la colección finalmente se cerró y se puso en una forma final.
Se emplean una variedad de metros poéticos tempranos y tardíos, y K.R. Norman sugiere que la inclusión de historias milagrosas y congregaciones de dioses son indicativas de adiciones posteriores. Algunos de los versos en la colección parecen reflejar la poesía secular contemporánea de su tiempo, con letras románticas reemplazadas por imágenes religiosas.
Textos notables del Theragatha incluyen el octavo poema del capítulo dieciséis, que consta de versos recitados por el asesino reformado Angulimala, y el tercer poema del capítulo diecisiete, en el cual el primo y asistente del Buda, Ananda, lamenta la muerte de su maestro. Muchos de los versos del Theragatha tratan sobre los intentos de los monjes por superar las tentaciones de Mara.

## Obras relacionadas
Un único comentario atribuido a Dhammapala cubre tanto el Theragatha como el Therigatha. En un caso, un poema parece haber sido dividido con versos atribuidos a un monje que aparece en el Theragatha, y versos atribuidos a su madre colocados en el Therigatha.
Se descubrieron fragmentos de una versión en sánscrito del Theragatha preservados por la tradición Sarvastivadin, conocida como Sthaviragatha, en Turkestán y fueron publicados en 1961.

## Traducciones
- Theragāthā: Verses of the Elder Bhikkhus, translated by Bhikkhu Mahinda (Anagarika Mahendra), Bilingual Pali-English Second Edition 2022, Dhamma Publishers, Roslindale MA; ISBN 9780999078174.
- Psalms of the Brethren, tr C. A. F. Rhys Davids, 1913; reprinted in Psalms of the Early Buddhists, Pali Text Society, Bristol
- Elders' Verses, volume I, tr K. R. Norman, 1969, Pali Text Society, Bristol; the PTS's preferred translation; also available in paperback as Poems of Early Buddhist Monks, without the translator's notes (ISBN  0860133397)
- Verses of the Senior Monks, translated by Bhikkhu Sujato and Jessica Walton, 2019, SuttaCentral.